# Operación Spanner

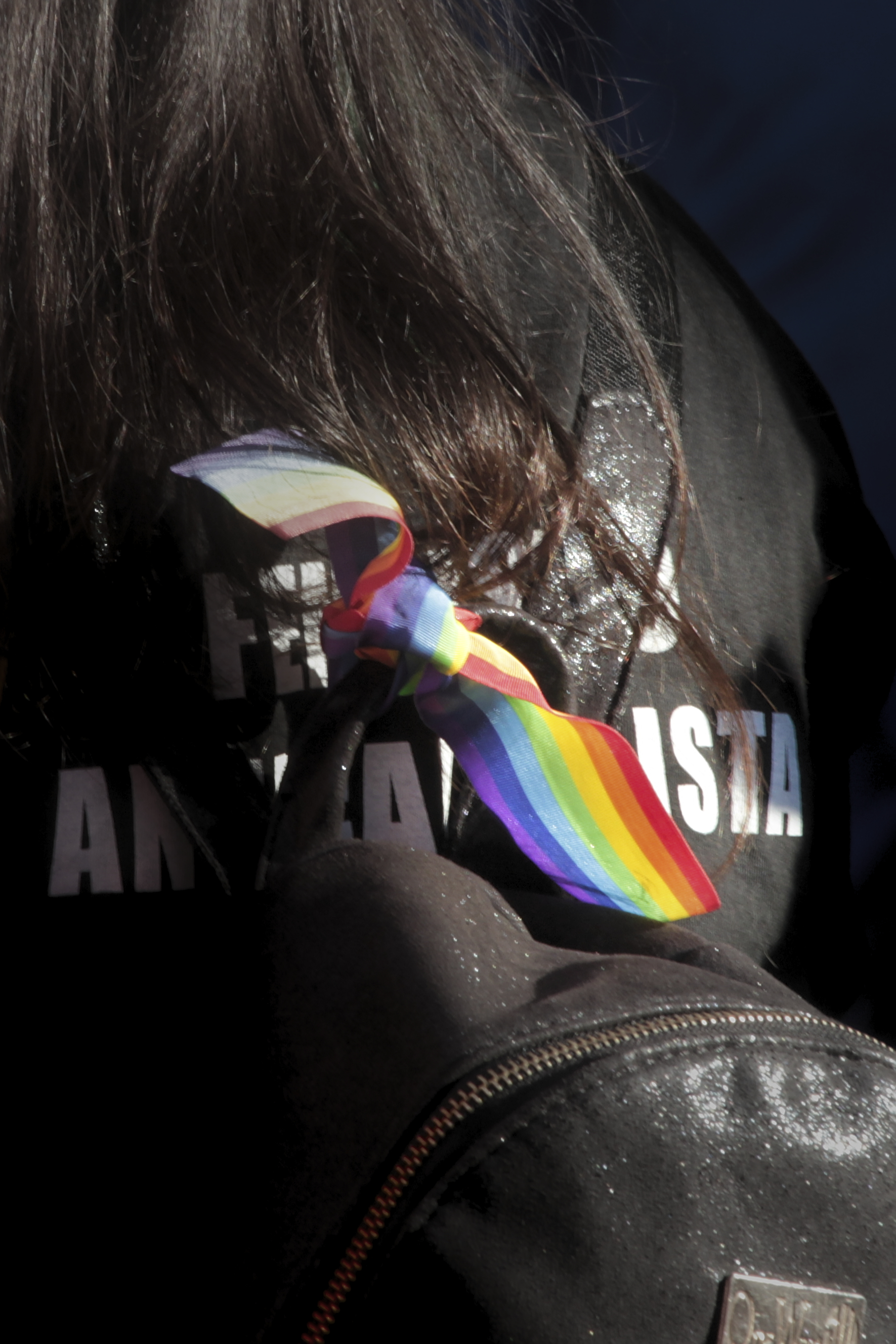

La Operación Spanner fue una investigación policial sobre el sadomasoquismo masculino entre personas del mismo sexo en todo el Reino Unido a finales de los años 1980. La investigación, dirigida por el Equipo de Publicaciones Obscenas de la Policía Metropolitana, comenzó en 1987 y duró tres años, durante los cuales aproximadamente 100 hombres homosexuales y bisexuales fueron interrogados por la policía.
La investigación culminó con un informe que nombraba a 43 personas, de las cuales el director del Ministerio Público decidió procesar a 16 hombres por agresión que provocó lesiones corporales reales, heridas ilegales y otros delitos relacionados con sesiones sexuales sadomasoquistas privadas y consensuadas celebradas en varios lugares entre 1978 y 1987.
Una sentencia resultante de la Cámara de los Lores, R v Brown, dictaminó que el consentimiento no era una defensa legal válida para daños corporales reales en Gran Bretaña.

## Investigación
En octubre de 1987, la policía de Greater Manchester adquirió una cinta de vídeo, con el nombre en código 'KL7', que representaba una actividad sexual sadomasoquista consensuada entre un grupo de hombres, incluida una secuencia en la que un hombre pasaba un clavo a través de un piercing en prepucio de otro hombre y lo martillaba en un bloque de madera, antes de hacer una serie de incisiones en el pene del hombre con un bisturí.
La policía de Greater Manchester inició una investigación sobre la cinta KL7 y comenzó a buscar a los hombres que aparecen en el vídeo. Sus investigaciones se ampliaron a medida que se incautaron más cintas que mostraban azotes, azotes y juegos con cera, lo que finalmente llevó a la participación de dieciséis fuerzas policiales, incluida la policía de West Mercia y la policía de West Yorkshire. Se celebró una reunión para discutir la estructura organizativa de la investigación ampliada y se decidió que el Escuadrón de Publicaciones Obscenas de la Policía Metropolitana debería dirigir la investigación, ahora llamada Operación Spanner.

## Ensayos

### Juzgado de Paz
El 9 de octubre de 1989, los hombres comparecieron ante el Tribunal de Magistrados de Camberwell para hacer frente a los cargos que se les imputaban. Se les ordenó reaparecer ante el Tribunal de Magistrados de Lambeth el 20 de noviembre.
Los cargos presentados contra los hombres incluían cargos de conspiración, que, al ser delitos procesables únicamente, sólo pueden conocerse en el Tribunal de la Corona, por lo que el caso se remitió al Old Bailey.
El hecho de que posteriormente se retiraran estos cargos dio lugar a acusaciones de que el gobierno consideraba el juicio como un caso de prueba,

### Old Bailey
El juicio en Old Bailey comenzó el 29 de octubre de 1990 ante el juez James Rant. El juez escuchó argumentos legales de algunos de los acusados de que no podían ser culpables porque todos los involucrados habían dado su consentimiento a lo ocurrido. Sin embargo, el juez Rant rechazó el argumento y dictaminó que el consentimiento no era una defensa, comentando que "a veces hay que proteger a las personas de sí mismas"